# Fly mej en greve
Fly mej en greve, rubricerad som fickmusikal, skriven av Carl-Gustaf Lindstedt och Rune Moberg med musik av Ulf Peder Olrog. Pjäsen bygger på Bernard Shaws Pygmalion och spelades i Stockholm 1958-60 med Carl-Gustaf Lindstedt och Arne Källerud. Bland övriga medverkande kan nämnas  Barbro "Lill-Babs" Svensson.